# Liste der Biografien/Kep
Liste der Biografien |
Portal Biografien |
Personensuche
# |
A |
B |
C |
D |
E |
F |
G |
H |
I |
J |
K |
L |
M |
N |
O |
P |
Q |
R |
S |
T |
U |
V |
W |
X |
Y |
Z |
?
 
Ka |
Kb |
Kc |
Kd |
Ke |
Kf |
Kg |
Kh |
Ki |
Kj |
Kl |
Km |
Kn |
Ko |
Kp |
Kr |
Ks |
Kt |
Ku |
Kv |
Kw |
Ky |
Kx |
Kz
 
Kea |
Keb |
Kec |
Ked |
Kee |
Kef |
Keg |
Keh |
Kei |
Kej |
Kek |
Kel |
Kem |
Ken |
Keo |
Kep |
Ker |
Kes |
Ket |
Keu |
Kev |
Kew |
Kex |
Key |
Kez
Die Liste der Biografien führt alle Personen auf, die in der deutschsprachigen Wikipedia einen Artikel haben. Dieses ist eine Teilliste mit 102 Einträgen von Personen, deren Namen mit den Buchstaben „Kep“ beginnt.

## Kep

### Kepa
- Kepa (* 1994), spanischer FußballspielerKepa (* 1994)

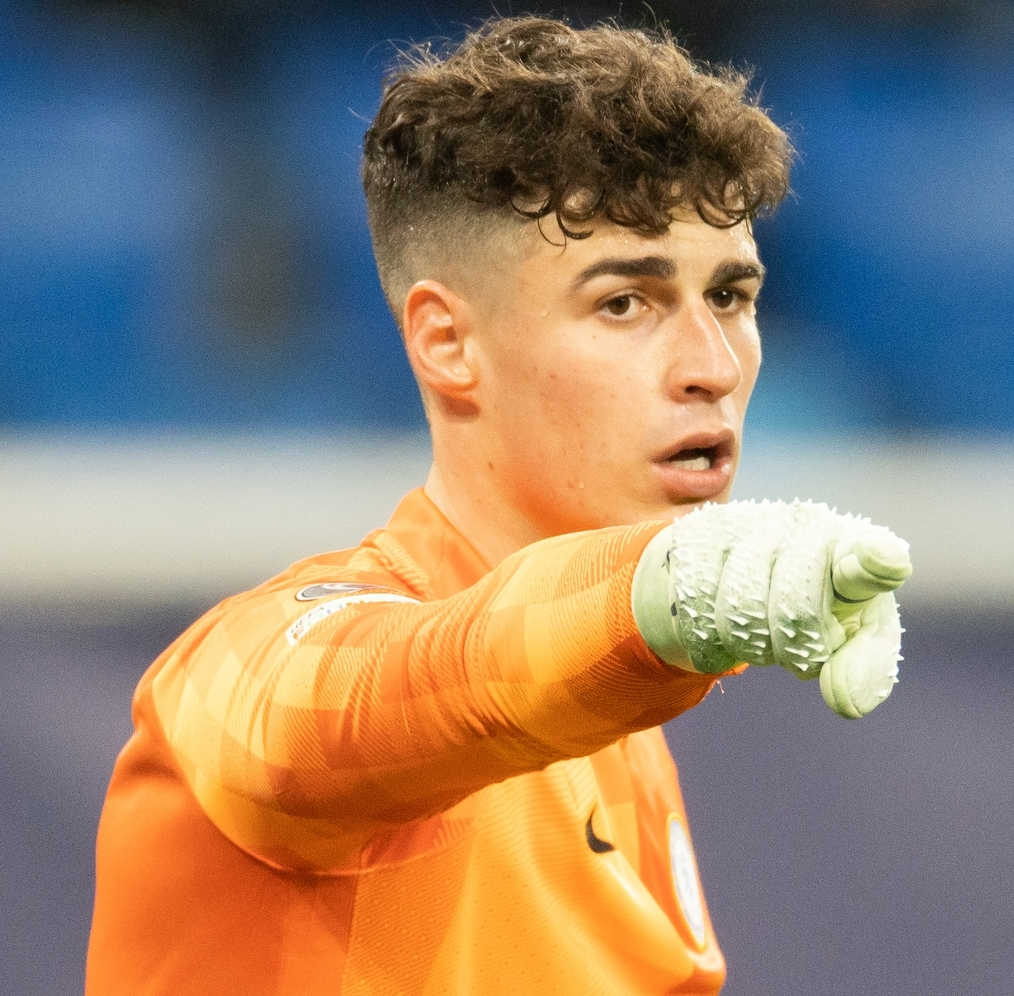
Kepa (* 1994)

- Kępa, Józef (1928–1998), polnischer Politiker (PZPR), Vize-Ministerpräsident

### Kepe
- Kepel, Gilles (* 1955), französischer Politologe
- Képénékian, Georges (* 1949), französischer Arzt und Politiker
- Kepenis, Dainius (* 1952), litauischer Politiker
- Kepeski, Krume (1909–1988), jugoslawischer Linguist
- Kepetzis, Ekaterini (* 1970), griechische Kunsthistorikerin

### Keph
- Kephalos, attischer Töpfer, Politiker und Rhetor
- Kephart, Elza (* 1976), kanadische Drehbuchautorin, Filmregisseurin und Filmproduzentin
- Kephisodotos der Ältere, griechischer Bildhauer
- Kephisodotos der Jüngere, altgriechischer Bildhauer und Bronzegießer

### Kepi
- Kepić, Ilda (* 1995), dänisch-montenegrinische Handballspielerin
- Kepic, Nika (* 1990), slowenische Skispringerin
- Keping, Ksenija Borissowna (1937–2002), sowjetische Wissenschaftlerin
- Kępiński, Adam (* 1975), polnischer Politiker (Ruch Palikota), Mitglied des Sejm
- Kępiński, Antoni (1918–1972), polnischer Psychiater
- Kępiński, Felicjan (1885–1966), polnischer Astronom
- Kępiński, Piotr (* 1964), polnischer Dichter, Literaturkritiker und Essayist
- Képíró, Sándor (1914–2011), ungarischer Offizier, verurteilter Beteiligter am Massaker von Novi Sad

### Kepk
- Kepka, J. P. (* 1984), US-amerikanischer Shorttrack-Läufer
- Kepka, Jaroslav (1935–2019), tschechischer Schauspieler
- Kępka, Magdalena (* 1989), polnische Biathletin
- Kepka, Ondřej (* 1969), tschechischer Filmschauspieler, Drehbuchautor, Fernsehmoderator, Fotograf und Filmregisseur
- Kępka, Stanisław Junior (* 1985), polnischer Biathlet
- Kępka, Stanisław Senior (* 1956), polnischer Biathlet
- Kępka, Tadeusz (1932–2018), mexikanischer Langstreckentrainer polnischer Herkunft
- Kepke, Augusts (* 1886), lettischer Radrennfahrer
- Kepke, Kārlis (* 1890), lettischer Radrennfahrer

### Kepl
- Kepl, Irene (* 1982), österreichische Komponistin und Geigerin
- Kepler, Angela (* 1943), neuseeländische Naturwissenschaftlerin und Autorin
- Kepler, Cameron B. (* 1938), US-amerikanischer Ornithologe und Wildtierbiologe
- Kepler, Johannes (1571–1630), deutscher Astronom, Physiker, Mathematiker und NaturphilosophJohannes Kepler (1571–1630)

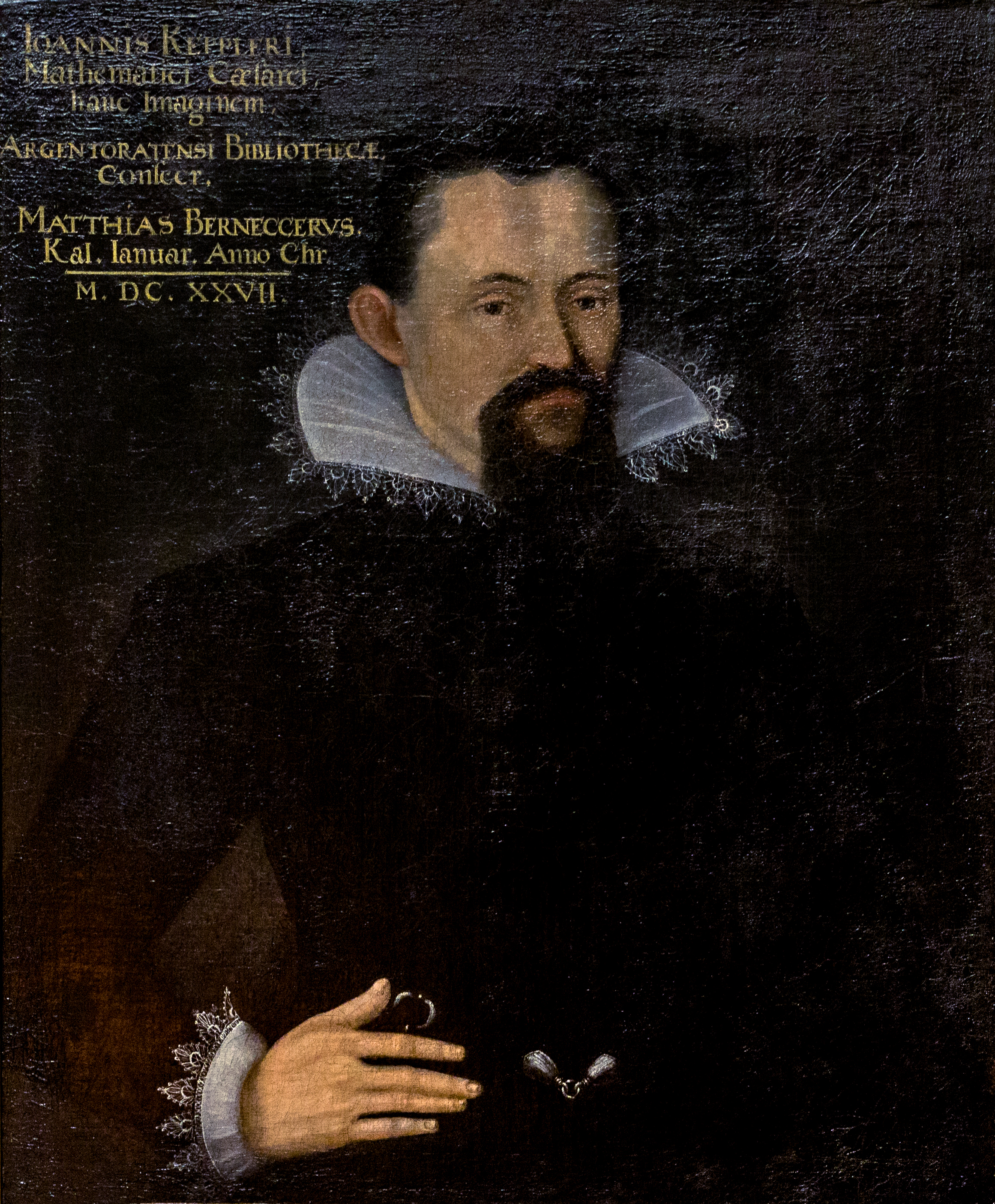
Johannes Kepler (1571–1630)

- Kepler, Katharina (1547–1622), Mutter von Johannes Kepler, Angeklagte in einem Hexenprozess
- Kepler, Max (* 1993), deutscher Baseballspieler
- Kepler, Richard Ernst (* 1851), deutscher Illustrator und Maler
- Kepler, Shell (1958–2008), US-amerikanische Schauspielerin
- Keplinger, Michael J. (* 1999), österreichischer Musiker und Filmemacher
- Keplinger, Rudolf (* 1961), österreichischer Jurist, Polizist und Autor
- Keplinger, Rupert (* 1981), österreichischer Musiker und Komponist

### Kepn
- Kepner, Heinrich († 1543), deutscher Buchbinder, Buch- und Papierhändler
- Kepner, William E. (1893–1982), amerikanischer Offizier

### Kepo
- Kepo, Ati (* 1996), papua-neuguineischer Fußballspieler

### Kepp
- Kepp, Franz Xaver (1764–1824), österreichischer Mediziner und Kreisarzt
- Kepp, Linda (1936–2006), litauisch-sowjetische Sprinterin
- Kepp, Richard (1912–1984), deutscher Gynäkologe und Hochschullehrer
- Keppard, Freddie († 1933), US-amerikanischer Kornettist im frühen Jazz
- Keppe, Otto (1903–1987), estnischer Architekt
- Keppel, Alice (1869–1947), Mätresse von König Eduard VII. von GroßbritannienAlice Keppel (1869–1947)

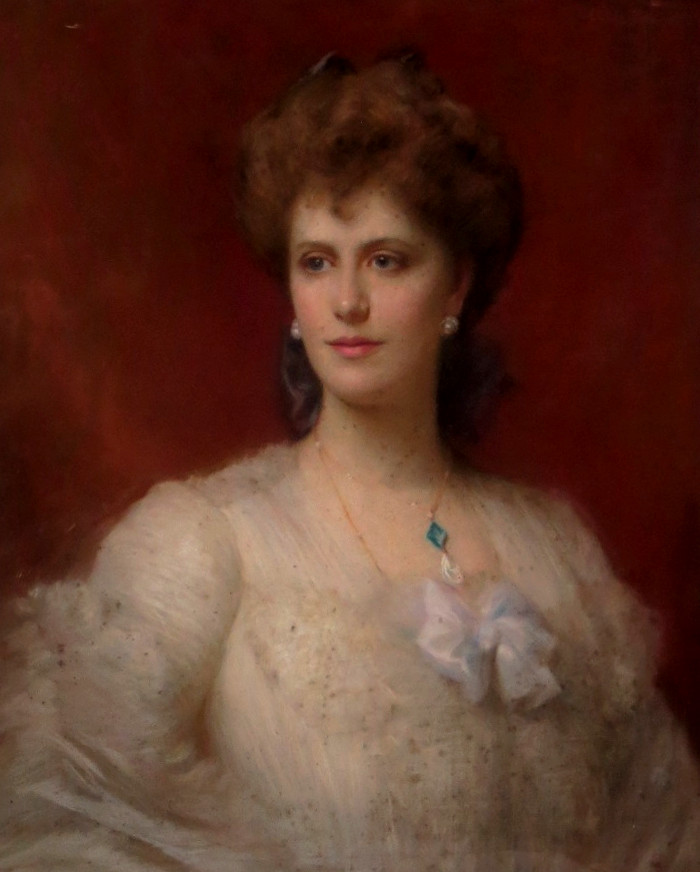
Alice Keppel (1869–1947)

- Keppel, Armin (* 1943), deutscher Bauingenieur und Präsident des Eisenbahn-Bundesamtes (2003–2008)
- Keppel, Arnold van, 1. Earl of Albemarle (1669–1718), Favorit von König Wilhelm III., englischer und niederländischer Befehlshaber
- Keppel, Augustus (1725–1786), britischer Admiral und Politiker
- Keppel, Friedrich von († 1566), Domherr in Münster
- Keppel, George, 3. Earl of Albemarle (1724–1772), britischer Offizier und Politiker
- Keppel, Giselle (* 1970), deutsche Tanzsportlerin
- Keppel, Henry (1809–1904), britischer Admiral
- Keppel, Johann von († 1586), Domherr in Münster
- Keppel, Raphael (1948–2010), deutscher Friedens- und Umweltaktivist
- Keppel, Rufus, 10. Earl of Albemarle (* 1965), britischer Peer und Designer
- Keppel, Wilhelm von, deutscher Täufer und Kirchenlieddichter
- Keppel, Willem van, 2. Earl of Albemarle (1702–1754), britischer Offizier und Botschafter
- Keppele, Johann Heinrich (1716–1797), deutscher Auswanderer und erster Präsident der German Society of Pennsylvania in Philadelphia
- Keppeler, Daniel (* 1997), deutscher Basketballspieler
- Keppeler, Frank (* 1973), deutscher Politiker (CDU), Bürgermeister von Pulheim
- Keppeler, Gustav (1876–1952), deutscher Chemiker und Hochschullehrer an der Technischen Hochschule Hannover
- Keppeler, Petra (* 1965), deutsche Tennisspielerin
- Keppelhoff-Wiechert, Hedwig (* 1939), deutsche Landfrau und Politikerin (CDU), MdEP
- Keppelmüller, Peter (* 1944), österreichischer Chemiker und Politiker (SPÖ), Abgeordneter zum Nationalrat
- Keppens, Nicolas, belgischer Filmregisseur, Drehbuchautor und Trickfilmzeichner
- Keppi, Jean (1888–1967), elsässischer Politiker
- Keppie, Jessie (1868–1951), schottische Landschaftsmalerin
- Keppie, Lawrence (* 1947), britischer Althistoriker und provinzialrömischer Archäologe
- Kepple, Hannah (* 2000), US-amerikanische Filmschauspielerin, Fernsehschauspielerin und Produzentin
- Keppler, Angela (* 1954), deutsche Soziologin, Medienwissenschaftlerin und Hochschullehrerin
- Keppler, Birgit (* 1963), deutsche Freestyle-Skierin
- Keppler, Brigitte (* 1919), deutsche Schauspielerin
- Keppler, Dietrich (* 1940), deutscher Biochemiker und Mediziner
- Keppler, Ernst (1883–1943), deutscher Schauspieler, Hörspielsprecher und nationalsozialistischer Kulturfunktionär
- Keppler, Franz (1804–1833), Mitglied der kurhessischen Ständeversammlung
- Keppler, Georg (1894–1966), deutscher SS-Obergruppenführer, Offizier der Wehrmacht und OrdnungspolizeiGeorg Keppler (1894–1966)

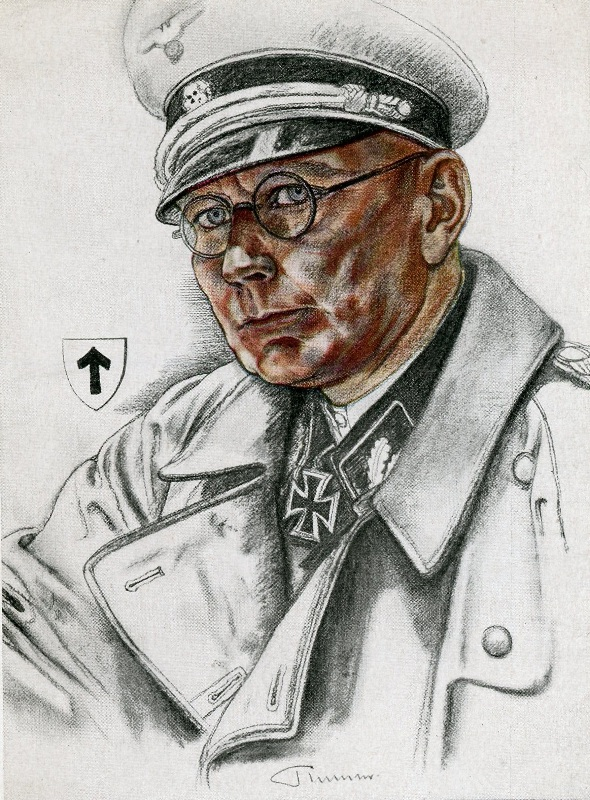
Georg Keppler (1894–1966)

- Keppler, Hannes (1915–1974), deutscher Schauspieler, Regisseur und Hörspielsprecher
- Keppler, Hans (* 1962), deutscher Mineraloge und Geochemiker
- Keppler, Helmut (1924–2019), deutscher Künstler, Maler und Grafiker
- Keppler, Herbert (1925–2008), US-amerikanischer Fotoreporter und Herausgeber
- Keppler, Isidorus (1715–1792), deutscher römisch-katholischer Theologieprofessor
- Keppler, Joseph (1838–1894), österreichischer Karikaturist, in den Vereinigten Staaten tätig
- Keppler, Karlheinz (* 1951), deutscher Arzt (Gefängnisarzt) und Autor
- Keppler, Oliver (* 1968), deutscher Virologe und Hochschullehrer
- Keppler, Paul Wilhelm von (1852–1926), deutscher römisch-katholischer Theologe und Bischof
- Keppler, Stephan (* 1983), deutscher Skirennläufer
- Keppler, Ulrich (* 1944), deutscher Brigadegeneral des Heeres der Bundeswehr
- Keppler, Utta (1905–2004), deutsche Schriftstellerin und Journalistin
- Keppler, Wilhelm (1882–1960), deutscher Unternehmer und Politiker (NSDAP), MdR, SS-ObergruppenführerWilhelm Keppler (1882–1960)

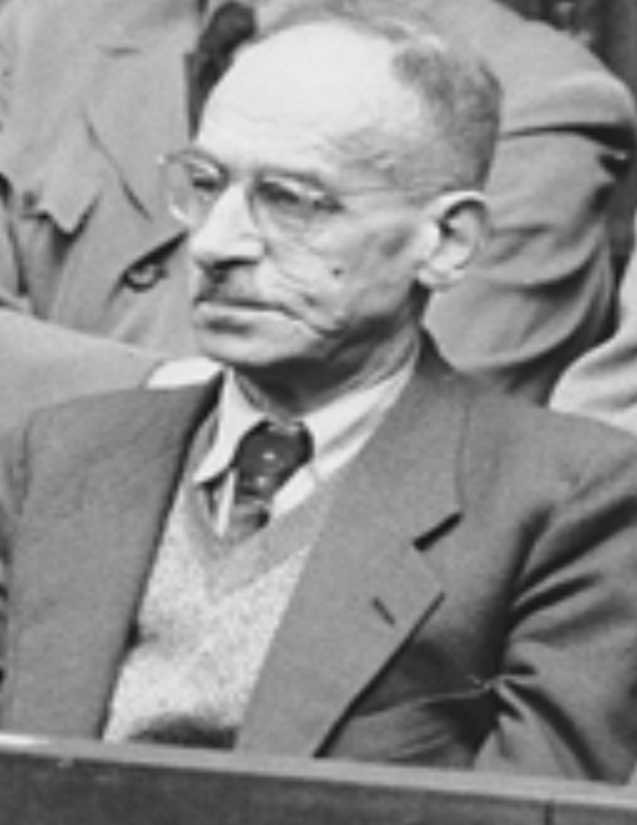
Wilhelm Keppler (1882–1960)

- Keppler, Wolfgang (1903–1956), deutscher Schauspieler
- Keppler-Tasaki, Stefan (* 1973), deutscher Literaturwissenschaftler
- Kepplinger, Brigitte (* 1952), österreichische Soziologin und Historikerin
- Kepplinger, Christa (* 1951), österreichische Sprinterin
- Kepplinger, Hans Mathias (* 1943), deutscher Kommunikationswissenschaftler
- Kepplinger, Hermann (1951–2023), österreichischer Politiker (SPÖ), oberösterreichischer Landesrat
- Kepplinger, Josef (1849–1898), österreichischer Bildhauer und Altarbauer
- Kepplinger, Rainer (* 1997), österreichischer Radrennfahrer

### Keps
- Kepser, Matthis (* 1960), deutscher Germanist, Fachdidaktiker, Medienwissenschaftler und Hochschullehrer
- Kepsin, Abraham (* 1980), vanuatuischer Sprinter